# Castiglione del Lago
Castiglione del Lago je mesto v pokrajini Perugia v Umbriji (osrednja Italija), v jugozahodnem kotu  Trasimenskega jezera. Orvieto je 59 km južno, Chiusi je 21 km na jugozahodu, Arezzo je 56 km na severozahodu, Cortona je 21 km   severno in Perugia je 47 km jugovzhodno.

## Geografija
Castiglione del Lago se je razvil na nekdanjem otoku - četrtem otoku Trasimenskega jezera v njegovi jugozahodni regiji. Skozi stoletja se je mesto, kot je mesto raslo, vrzel med otokom in obalo zapolnjevalo s trgi, hišami, cerkvami in drugimi zgradbami.
Najnovejši deli mesta so nekoliko oddaljeni od starega, zato je centro storico (zgodovinsko središče) Castiglione del Lago dobro ohranjeno srednjeveško območje, za katero se zdi, da ga ureja "pravilo treh". V mestnem obzidju so tri vrata, znotraj mesta pa trije trgi in tri cerkve.

## Zgodovina
Castiglione leži ob nekoč pomembni avtocesti med Orvietom na jugu, Chiusijem na zahodu in Arezzom na severu. Njegov položaj je bil na zelo izpostavljenem ozemlju, kjer so se spopadali Etruščani proti Rimljanom, kasneje pa tudi Toskana proti Perugiji, kar je mestu neizogibno prineslo dolg cikel smrti in uničenja. Prvotne utrdbe so bile večkrat uničene in obnovljene.
Šele med vladavino cesarja Friderika II. (v začetku 13. stoletja) in po njej je nastopilo obdobje relativne stabilnosti.
Kasneje je mesto padlo pod nadzor Perugie znotraj Papeški državi in postalo fevd močne družine Baglioni. Leta 1550 ga je papež Julij III. podelil svoji sestri. Leta 1563 je njen sin Ascanio della Corgna postal markiz Castiglione in Chiusi. Fevd je postal uspešen, in kratkotrajno vojvodstvo leta 1617. Zadnji vojvoda Fulvio Alessandro (1617-1647) je umrl brez dedičev in mesto je ponovno prevzela Papeška država.

## Znamenitosti
Levjo trdnjavo je zgradil cesar Friderik II. Grad v peterokotni obliki je leta 1247 dokončal menih-arhitekt Elia iz Cortone. Na gradu so kvadratni stolpi na štirih vogalih in bastijon trikotne oblike ali donžon, poznan kot Mastio. Grad je bil zasnovan tako, da je lastnikom omogočil strateški nadzor nad celotnim Trasimenskim jezerom. V naslednjih stoletjih vzdržal vrsto obleganj.
Palazzo della Corgna, ki služi kot Palazzo del Comune (Mestna hiša), je zgradil Ascanio della Corgna v renesančnem slogu, in jo je zasnoval arhitekt Giacomo Barozzi da Vignola. Zdaj je civilni muzej in galerija. Palača ima dolg, pokrit hodnik, ki povezuje grad. Na glavnem nadstropju so freske iz pozne renesanse, ki sta jih naslikala v Pescaroju rojeni umetnik Giovanni Antonio Pandolfi in florentinski umetnik Salvio Savini. Leta 1574 je umetnik Niccolò Circignani, znan kot Il Pomarancio, dodal slike in druge okraske v eno najzanimivejših sob v palači, tako imenovano Sobo podvigov nadrejenega Ascanio della Corgna.
Še ena stavba, ki je še posebej pomembna, je fino ometana cerkev Santa Maria Maddalena, narejena v tlorisu grškega križa. Cerkev ima neoklasicistični pronaos in znotraj ploščo, ki jo je leta 1580 poslikal Eusebio da San Giorgio

## Kultura
Castiglione del Lago je vsaki dve leti gostitelj festivala Coloriamo i Cieli. Dogodek Pobarvaj nebesa je konec aprila ali maja na ne posebej določen datum. Od leta 2005 pa ta festival poteka vsako leto in zdaj vključuje lahka letala (skoraj 2000 v letu 2007), zračne balone (17) in tisoče raznobarvnih zmajev.

## Pomembne osebe
- Sveta Margareta Cortonska je bila tu rojena leta 1247 [1]

## Pobratena mesta
- Trappes, Francija, od 1971
- Kopřivnice, Češka, od 1997
- Lempäälä, Finska, od 2005